# 卡斯特鎮區 (密歇根州安特里姆縣)
卡斯特鎮區（英語：Custer Township）是位於美國密歇根州安特里姆縣的一個行政鎮區。

## 地方資料
卡斯特鎮區的面積為91.20平方千米，當中陸地面積為89.90平方千米，而水域面積為1.30平方千米。根據2020年美國人口普查的數據，當地共有人口1150人，而人口密度為每平方千米12.6人。